# 박만호
박만호(1936년 2월 15일 ~ )는 대한민국의 대법관을 역임한 법조인이다.

## 생애
1936년 2월 15일 경상북도 의성군에서 태어나 1954년 경북고등학교 졸업을 거쳐 1958년 서울대학교 법과대학에서 법학사 학위 취득하고 제13회 고등고시 사법과에 합격하였다. 1963년 7월 5일 군 법무관으로 병역의무를 마치고 나서 1964년 10월 1일자로 대구지방법원 판사에 임용되었다. 1974년 9월 1일에 대구고등법원 판사, 1977년 1월 4일에 대법원 재판연구관, 1978년 9월 18일에 부산지방법원 부장판사, 1979년 5월 21일에 서울지방법원 남부지원 부장판사, 1981년 4월 21일에 서울고등법원 부장판사, 1984년 9월 1일에 서울형사지방법원 수석부장판사, 1986년 4월 20일에 법원행정처 기획조정실장, 1987년 9월 1일 서울민사지방법원 수석부장판사, 1988년 7월 20일 춘천지방법원장, 1991년 1월 29일 법원행정처 차장에 이르렀으며 1991년 9월 12일에 노태우 대통령에 의해 대법관에 임명되었다. 대법관에 임명된 직후에 강기훈 유서대필 의혹사건 상고심 주심 대법관을 맡아 피고인 강기훈에 대해 유죄판결을 확정했다. 대법관에서 퇴임한 이후 법무법인 서정에서 고문 변호사로 활동하다가 박근혜 대통령에 대한 탄핵안이 소추되자 원로 법조인 등과 함께 2017년 2월 14일 조선일보 1면 하단에 ‘탄핵심판에 관한 법조인의 의견이라는 제목으로 국회의 탄핵소추를 비판하는 의견광고를 게재했다.
서울형사지방법원 수석부장판사로 재직하던 1985년 11월 민정당 중앙정치연수원을 점거하고 농성을 벌이다 연행된 대학생 190여명에 대해 치안본부와 서울지검이 전원 구속영장을 신청한 방침을 발표할 때 긴급 판사회의를 소집하여 구속영장을 심사할 9명의 법관들에게 "당국에서 '앞으로 불법 점거농성을 막겠다'는 강력한 의지를 갖고 참가자 전원에 대해 구속영장을 신청하는 것이니 기각할 사유가 있다고 판단되면 미리 알려달라"고 한 다음날 영장 기각 의견을 밝힌 판사에게 "검찰에서 대학생을 일단 구속 시킨 뒤에 교육시켜 기소 단계에서 대거 선별처리할 방침이라고 알려왔다."고 말했다. 결국 109명 전원이 하루에 구속되었다.